# Remeți pe Someș
Remeți pe Someș – wieś w Rumunii, w okręgu Marmarosz, w gminie Mireșu Mare. W 2011 roku liczyła 621 mieszkańców.